# The Strypes
The Strypes je irská čtyřčlenná rocková kapela, která vznikla v roce 2011. Tvoří ji Ross Farrelly (hlavní vokály, harmonika), Josh McClorey (sólová kytara, vokály), Peter O'Hanlon (baskytara, harmonika) a Evan Walsh (bicí). Inspirují se mimo jiné britskými bluesovými kapelami šedesátých let a pub rockovými kapelami sedmdesátých let jako jsou Dr. Feelgood, Eddie and the Hot Rods, The Rolling Stones, The Yardbirds, Lew Lewis nebo Rockpile, ale také jako původními bluesovými a rokenrolovými umělci jako jsou Chuck Berry, Bo Diddley, Howlin' Wolf, Little Walter a další.

## Diskografie
Studiová alba
- Snapshot (2013)
- Little Victories (2015)

EPs
- Young Gifted & Blue (2012)
- Blue Collar Jane EP (2013)
- 4 Track Mind EP (2014)
- Flat Out EP (2015)

Singly
- „Blue Collar Jane“ (2013)
- „Hometown Girls“ (2013)
- „What a Shame“ (2013)
- „Come Together“ (2013)
- „Mystery Man“ (2013)
- „You Can't Judge a Book by the Cover“ (2013)